# 17. konjeniški polk (Italija)
17. konjeniški polk Cavalleggeri di Caserta (izvirno italijansko 17º Reggimento di Cavalleria di linea) je bil konjeniški polk (Kraljeve sardinske in Kraljeve) Italijanske kopenske vojske.